# John Boulos
John "Frenchy" Boulos (Porto Príncipe, 7 de junho de 1921 — Brooklyn, 16 de janeiro de 2002) foi um futebolista haitiano que passou a maior parte de sua carreira na American Soccer League e na German-American Soccer League. Ele é membro do National Soccer Hall of Fame. Boulos é avô da jogadora de futebol feminino Kimberly Boulos.

## Primeiros anos
Boulos nasceu em Porto Príncipe, Haiti, em uma família de descendência libanesa, onde passou a juventude antes de se mudar com sua família para os Estados Unidos aos nove anos. Ele frequentou a escola em Saint-Louis-de-Gonzague, no Haiti, antes de migrar para os Estados Unidos em 1930, onde sua família se estabeleceu no Brooklyn, Nova Iorque. Ele frequentou a Manual Training School, onde venceu o campeonato da cidade de Nova Iorque e liderou a liga em pontuação e sendo selecionado como MVP da liga. Além de sua equipe escolar, Boulos também jogou pela equipe júnior de Bay Ridge Hearts.

## Carreira clubística
Em algum momento, Boulos jogou pelo Sequra na Liga Metropolitana e depois pelo Brooklyn Hispano na American Soccer League. Durante a Segunda Guerra Mundial, ele se juntou às Forças Aéreas do Exército dos Estados Unidos e permaneceu na Índia. Quando voltou da guerra, Boulos voltou para o Hispano, jogando pelo time até 1949. Naquele ano, mudou-se para o New York Hakoah. Em 1953, mudou-se para o Lituano Sport na German-American Soccer League, ganhando os títulos da GASL e da New York State Cup em 1954.

## Honras
- Introduzido no National Soccer Hall of Fame dos Estados Unidos: 1980.[4]